# Cadurcia mesnili
Cadurcia mesnili är en tvåvingeart som beskrevs av Verbeke 1962. Cadurcia mesnili ingår i släktet Cadurcia och familjen parasitflugor.
Artens utbredningsområde är Kongo. Inga underarter finns listade i Catalogue of Life.